# Fallback
Em sistemas de condução automatizada, o fallback descreve a resposta planejada que o sistema ou o motorista executa quando ocorre uma falha no sistema ou quando o veículo sai de seu Domínio de Design Operacional (ODD). O objetivo do fallback é garantir que o veículo atinja um estado de risco mínimo (minimal risk condition), como parar no acostamento ou seguir em velocidade reduzida até que o controle seguro seja restabelecido.
Para sistemas de Nível 3 (automação condicional), a figura do usuário pronto para o fallback (fallback-ready user) é crucial. Este é o motorista que deve estar preparado para assumir a Tarefa de Condução Dinâmica (DDT) após receber um "pedido de intervenção" (request to intervene) do sistema.
Nos sistemas de Nível 4 e 5, a responsabilidade pela manobra de fallback é inteiramente do próprio sistema de automação, que deve ser capaz de alcançar um estado seguro sem qualquer intervenção humana.